# Katholieke Werkende Jongeren
De KWJ begon in Nederland als Katholieke Werkende Jongeren in 1965. Ze ontstond uit een fusie tussen de Vrouwelijk Katholieke Arbeidersjeugd (VKAJ) en de Katholieke Arbeidersjeugd (KAJ). Aanvankelijk begon ze als culturele vereniging maar al gauw veranderde de organisatie zich in een belangenorganisatie voor werkende jongeren. Later noemden zij zichzelf ook vaak Kritische Werkende Jongeren omdat zij geen banden meer had met de Katholieke Kerk.
In 1982 ging de KWJ op in de jongerenorganisatie van de Federatie Nederlandse Vakbeweging (FNV).